# Dominique Cornu

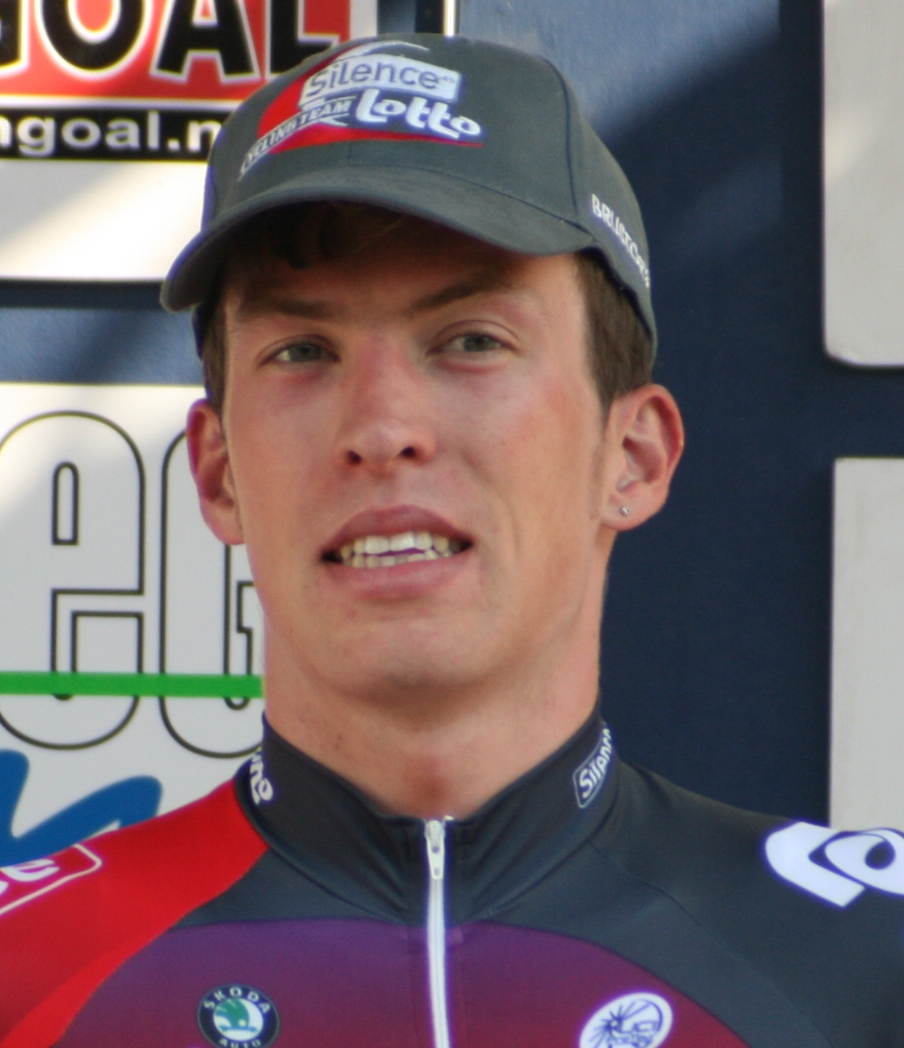
Dominique Cornu

Dominique Cornu, född 10 oktober 1985 i Beveren, är en professionell belgisk tävlingscyklist, både på landsväg och på bana. 

## Karriär
Han blev U23-världsmästare i tempolopp i september 2006 före bland annat ryssen Michail Ignatjev och fransmannen Jérôme Coppel. Tidigare har han varit belgisk junior tempomästare (2003 och 2005), och år 2005 blev han belgisk U23-tempomästare. En titel han också tog under 2006.
Som amatör vann han också kullerstensloppet Omloop "Het Volk" under säsongen 2006. Under säsongen vann han också Chrono des Herbiers för U23-cyklister.
Cornu blev professionell 2007 och tävlade till och med 2008 för UCI ProTour-stallet Predictor-Lotto. I augusti 2008 berättade Dominique Cornu att han skulle tävla för Quick Step under säsongen 2009.
Under sin första säsong som professionell vann han flera grenar på de belgiska nationsmästerskapen på bana, bland annat vann han lagförföljelsen tillsammans med landsmännen Kenny De Ketele, Ingmar De Poortere och Tim Mertens.
Under säsongen 2008 vann belgaren etapp 4 av den sydafrikanska tävlingen Giro del Capo. Under säsongen fick han också delta i sitt första Giro d'Italia. Senare under säsongen fick han också köra Vuelta a España.
I början av säsongen 2009 tog Dominique Cornu bronsmedalj på banvärldsmästerskapens individuella förföljelselopp bakom Tyler Phinney och Jack Bobridge. Dominique Cornu slutade trea i Belgien runt under säsongen 2009. Under Belgien runt slutade han på fjärde plats på etapp 4 bakom Bert De Waele, Greg Van Avermaet och Lars Boom. Cornu tog hem bronsmedalj på de belgiska nationsmästerskapens tempolopp bakom Maxime Monfort och Sébastien Rosseler. På Tour of Missouri slutade belgaren på åttonde plats bakom David Zabriskie, Gustav Larsson, Marco Pinotti, Tom Zirbel, Dario Cataldo, Levi Leipheimer och Ben Jacques-Maynes.

## Meriter
2003
1:a Belgiska junior-tempomästerskapen
2004
1:a Belgiska junior-tempomästerskapen
1:a Grand Prix des Nations U23
1:a etapp 3 Ronde van Vlaams-Brabant
2005
1:a, Belgiska U23-tempomästerskapen
1:a etapp 2 Tweedaagse van de Gaverstreek
1:a, sammanställningen, Berliner Rundfahrt (U23)
2:a, Europeiska U23 tempomästerskapen
1:a, etapp 3 Ronde van Vlaams-Brabant
2006
1:a U23-världsmästerskapen - tempolopp
1:a, Belgiska U23-tempomästerskapen
1:a Belgiska banmästerskapen, individuell förföljelse
2:a Belgiska banmästerskapen, 1 kilometer tempolopp
3:a Belgiska banmästerskapen, poänglopp
3:a Europeiska U23-tempomästerskapen
1:a Omloop Het Volk (U23)
1:a Prolog Ronde van Antwerpen
2008
1:a etapp 4 Giro del Capo
2009
3:a, Världsmästerskapen - individuell förföljelse
3:a, Belgien runt
3:a, Belgiska nationsmästerskapen - tempolopp

## Stall
- 2005-2006 Bodysol-Win for Life-Jong Vlaanderen
- 2007-2008 Predictor-Lotto
- 2009- Quick Step